# Amanita spadicea
Amanita spadicea är en svampart som beskrevs av Pers. 1797. Amanita spadicea ingår i släktet flugsvampar och familjen Amanitaceae.   Inga underarter finns listade i Catalogue of Life.